# Elasmus psiadiae
Elasmus psiadiae är en stekelart som beskrevs av Jean Risbec 1952. Elasmus psiadiae ingår i släktet Elasmus och familjen finglanssteklar.
Artens utbredningsområde är Madagaskar. Inga underarter finns listade i Catalogue of Life.